# 卡斯德佩讷
卡斯德佩讷（法語：Cases-de-Pène，法語發音：[kaz də pɛn] ⓘ）是法国东比利牛斯省的一个市镇，属于佩皮尼昂区。

## 地理
卡斯德佩讷（42°46'45"N, 2°47'14"E）面积13.38 平方千米，位于法国奧克西塔尼大區东比利牛斯省，该省份为法国大陆部分最南部的省份，涵盖了北加泰罗尼亚，北起奥德省，西接阿列日省和安道尔，南与西班牙接壤，东临地中海。
与卡斯德佩讷接壤的市镇（或旧市镇、城区）包括：托塔韦勒、阿格利河畔埃斯皮拉、巴沙斯、卡尔斯、埃斯塔热勒。

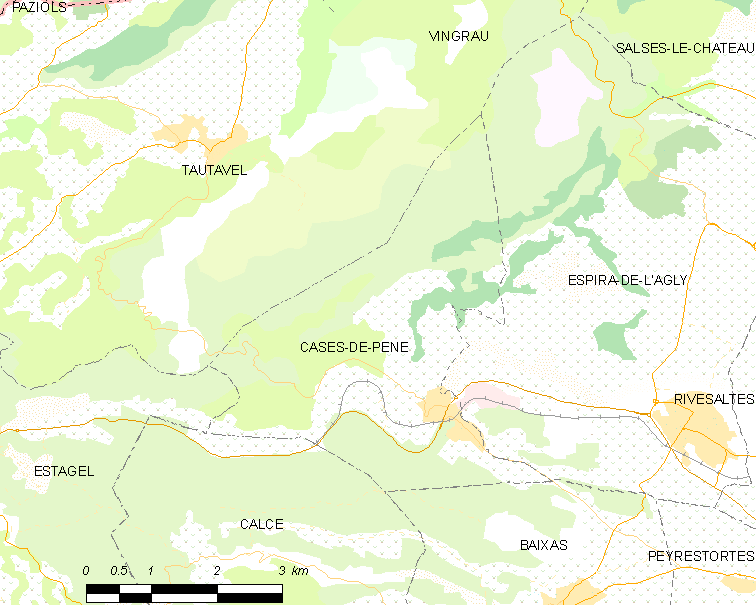
卡斯德佩讷的OSM定位图

卡斯德佩讷的时区为UTC+01:00、UTC+02:00（夏令时）。

## 行政
卡斯德佩讷的邮政编码为66600，INSEE市镇编码为66041。

## 政治
卡斯德佩讷所属的省级选区为阿格利河谷县。

## 人口

1962-2008年间卡斯德佩讷人口变化图示

卡斯德佩讷于2022年1月1日时的人口数量为978人。